# Марктшелленберг
Марктшелленберг (нем. Marktschellenberg) — община  в Германии, в Республике Бавария. 
Подчиняется административному округу Верхняя Бавария. Входит в состав района Берхтесгаденер-Ланд.  Население составляет 1796 человек (на 31 декабря 2010 года). Занимает площадь 17,66 км². Региональный шифр  —  09 1 72 124. Местные регистрационные номера транспортных средств (коды автомобильных номеров) (нем. Kraftfahrzeugkennzeichen) — BGL.

## Население
По оценке на 31 декабря 2015 года население общины составляет 1741 человек.
| Дата      | 1840 | 1871 | 1900 | 1925 | 1939 | 1950 | 1961 | 1970 | 1987 | 2011 |
| --------- | ---- | ---- | ---- | ---- | ---- | ---- | ---- | ---- | ---- | ---- |
| Население | 1672 | 1276 | 1274 | 1432 | 1903 | 2060 | 1654 | 1761 | 1726 | 1730 |

| Год       | 1960 | 1970 | 1980 | 1990 | 2000 | 2009 | 2010 | 2011 | 2012 | 2013 | 2014 | 2015 |
| --------- | ---- | ---- | ---- | ---- | ---- | ---- | ---- | ---- | ---- | ---- | ---- | ---- |
| Население | 1658 | 1727 | 1713 | 1863 | 1814 | 1805 | 1796 | 1751 | 1749 | 1738 | 1750 | 1741 |